# Rooftop
〈Rooftop〉은 스웨덴 가수 자라 라슨의 노래이다. 이 노래는 2014년 9월 15일, 텐 뮤직 그룹과 에픽 레코드를 통해 데뷔 앨범 《1》(2014)의 세 번째 싱글로 발매되었다. 또한 라슨의 세 번째 익스텐디드 플레이 《Uncover》(2015)에도 수록되었다. 이 노래는 스웨덴에서 최고 6위를 기록했으며, GLF로부터 플래티넘 인증을 받았다.

## 구성
《스칸디팝》은 이 곡이 두 가지 장르를 매끄럽게 융합한 점에서 두드러진다고 평가했다. 곡의 근본적인 뼈대는 전형적인 알앤비 스타일이지만, 제작 과정에서 일렉트로 사운드로 재구성되었으며 그 완성도가 매우 높다고 언급했다. 리뷰에서는 이 곡이 마치 로빈의 2014년 곡이자 동시에 로빈의 1998년 곡처럼 들린다고 표현하며, 시대를 초월한 독특한 매력을 지녔다고 덧붙였다.

## 뮤직비디오
〈Rooftop〉의 뮤직비디오는 2014년 9월 26일에 공개되었으며, 몬스 니만이 감독을 맡았다.

## 곡 목록
| #  | 제목                       | 재생 시간 |
| -- | -------------------------- | --------- |
| 1. | 〈Rooftop〉                | 3:59      |
| 2. | 〈Rooftop〉 (Instrumental) | 3:59      |

## 차트

### 주간 차트
| 차트 (2014)                 | 최고 순위 |
| --------------------------- | --------- |
| 스웨덴 (스베리예토프리스탄) | 6         |

## 인증
| 국가                               | 인증     | 판매량/출하량 |
| ---------------------------------- | -------- | ------------- |
| 덴마크 (IFPI Danmark)              | 골드     | 45,000        |
| 스웨덴 (GLF)                       | 플래티넘 | 40,000        |
| 판매량+스트리밍을 기반으로 한 인증 |          |               |

## 발매 역사
| 지역 | 날짜            | 포맷                     | 레이블       | 각주  |
| ---- | --------------- | ------------------------ | ------------ | ----- |
| 다양 | 2014년 9월 15일 | 디지털 다운로드 스트리밍 | 텐 에픽 소니 | [ 1 ] |